# Exotische Liefde
Exotische Liefde is een televisieprogramma uit 2012, uitgezonden op de commerciële zender VT4. Het programma werd gemaakt door Sputnik Media. Iedere aflevering volgt een man of vrouw die voor de liefde een partner uit het buitenland poogt te halen.
In Nederland produceert Sputnik de serie voor SBS6 geproduceerd. Die zender kondigde in maart 2014 een tweede reeks aan, die vanaf 14 april wordt uitgezonden.
Na de overname van VT4 door Woestijnvis kreeg het programma op VT4 een tweede seizoen, maar met een ernstiger imago.